# Лизи
Лизи́ (фр. Lizy) — коммуна во Франции, находится в регионе Пикардия. Департамент коммуны — Эна. Входит в состав кантона Лан-1. Округ коммуны — Лан.
Код INSEE коммуны — 02434.

## Население
Население коммуны на 2010 год составляло 269 человек.
| 1962 | 1968 | 1975 | 1982 | 1990 | 1999 | 2010 |
| ---- | ---- | ---- | ---- | ---- | ---- | ---- |
| 173  | 244  | 186  | 186  | 193  | 200  | 269  |

## Экономика
В 2010 году среди 171 человека трудоспособного возраста (15—64 лет) 118 были экономически активными, 53 — неактивными (показатель активности — 69,0 %, в 1999 году было 71,0 %). Из 118 активных жителей работали 112 человек (61 мужчина и 51 женщина), безработных было 6 (3 мужчин и 3 женщины). Среди 53 неактивных 12 человек были учениками или студентами, 23 — пенсионерами, 18 были неактивными по другим причинам.